# Neptun (rachetă)
R-360 „Neptun” este o rachetă de croazieră antinavă ucraineană. A fost concepută de Biroul de Proiectare "Luci" din Kiev în anii 2014-2020. În 2020 complexul de coastă RK-360MȚ „Neptun” pe baza acestei rachete a fost adoptat de Forțele Armate ale Ucrainei.
Racheta este concepută pentru a distruge nave cu un deplasament de până la 5.000 t și are un focos cu masa de 150 kg. Raza de acțiune este de până la 280 km. Racheta are o viteză subsonică (900 km/h) și zboară la altitudini foarte joase - la câțiva metri deasupra nivelului mării. Racheta poate manevra în timpul zborului.
Racheta poate fi folosită de pe trei platforme: navală, terestră și aeriană. În 2019 a fost construit un complex terestru - RK-360MȚ, care constă din mai multe mașini: post de comandă, lansator, mașină de transport și încărcare etc. În calitate de platformă navală pentru această rachetă au fost luate în considerare inițial vedete de tip „Doe”, dar din 2018 vedetele de tip Vespa.
În timpul invaziei ruse a Ucrainei din 2022 racheta a fost folosită în luptă pentru prima dată. La 14 aprilie 2022 crucișătorul „Moscova”, nava-amiral a Flotei Mării Negre rusești, a fost lovită de două rachete, care au detonat muniția, prin urmare crucișătorul scufundându-se.